# Mario Vercellino
Mario Vercellino (Asti, 10 février 1879 - Sanremo, 11 juillet 1961) était un général italien.

## Biographie
Il est nommé sous-lieutenant (sottotenente) d'artillerie en 1898. Transféré à l'état-major général après une formation à l'école de guerre, il participe à la campagne de Libye et à la Première Guerre mondiale en tant que commandant du 1er régiment d'artillerie de montagne. Après avoir commandé le Servizio Informazioni Militare (Service d'information militaire) de 1929 à 1931, il mène une carrière florissante : il dirige l'artillerie du corps d'armée d'Alexandrie (1932-1934), la division Superga (1934), l'école de guerre et le corps d'armée de Turin (1935-1940), et la 6e armée de chars de la Garde (1940).
Pendant la Seconde Guerre mondiale, il commande l'Armée du Pô pendant la campagne de France (1940) et la 9e armée en Albanie (1940-1941) pendant la campagne de Grèce.
Il est ensuite aide de camp de Victor Emmanuel III de Savoie (1941-1942) et, du 16 novembre 1942 au 8 septembre 1943, à nouveau de la 4e armée d'occupation en France, avec laquelle il supervise l'armistice.
Ayant terminé son service en 1945 avec le grade de général d'armée (generale d'armata), il meurt à Sanremo le 11 juillet 1961, à son domicile, d'une crise cardiaque.

## Décorations
- Chevalier grand-croix de l'ordre de la Couronne d'Italie - décret royal du 11 janvier 1940[4].
- Commandeur de l'ordre des Saints-Maurice-et-Lazare - décret royal 16 janvier 1941[5].

## Source
- (it) Cet article est partiellement ou en totalité issu de l’article de Wikipédia en italien intitulé « Mario Vercellino » (voir la liste des auteurs).